# Islamisches Finanzwesen
Islamisches Finanzwesen (englisch Islamic finance) sind im Finanzwesen alle Geschäfte, die in Einklang mit den religiösen Regeln des Islam, den Rechtsquellen der Fiqh und der Sunna sowie der Schari'a stehen.

## Allgemeines
Das internationale Finanzwesen besteht aus Kreditinstituten, Versicherungen, Wertpapierdienstleistungsunternehmen, Finanzdienstleistungsinstituten und allen übrigen privatrechtlich organisierten Unternehmensarten, für die der Betriebszweck ganz oder überwiegend Finanzdienstleistungen beinhaltet. Das Attribut „islamisch“ weist auf die religionsbedingten Besonderheiten dieses Dienstleistungssektors hin.
Der internationale Kreditverkehr, internationale Zahlungsverkehr und der Interbankenhandel sind von Kapitalverkehrsfreiheit, Dienstleistungsfreiheit und Vertragsfreiheit geprägt. Diesen Prinzipien widersprechen alle Finanzkontrakte, die den islamischen Regeln des allgemeinen Zinsverbots (arabisch ربا Ribā), des Verbots der Spekulation (arabisch غرر Gharar) und des Verbots des Glücksspiels (arabisch قمار Qimar, Maisir / ميسر) unterliegen. Das allgemeine Zinsverbot verbietet es islamischen Kreditinstituten, zinstragende Bankgeschäfte zu betreiben, die jedoch Grundlage für das marktübliche Kredit- oder Einlagengeschäft von nicht-islamischen Banken darstellen. Um dennoch derartige Zinsgeschäfte mit islamischen Geschäftspartnern durchführen zu können, wurden von den Marktteilnehmern neue Finanzierungsinstrumente auf Grundlage von Sachdarlehensverträgen entwickelt, die aufgrund von Rechtsgutachten (arabisch فتوى fatwa) Schari'a-konform sind. Shar’ia-konformes Handeln bedeutet, Finanzierungen, Versicherungen, Konsum und Investitionen strikt nach den islamischen Glaubensregeln zu gestalten. Für die islamischen Finanzinstitute legen der Koran und die Sunna die religiösen und rechtlichen Rahmenbedingungen fest und bilden auch das soziale und ethische Fundament für das gesamte islamische Finanzwesen.

## Geschichte
Im islamischen Kulturkreis entwickelte sich ab dem 6. Jahrhundert nach Christus – also noch in vorislamischer Zeit – bei den Arabern die stille Gesellschaft (arabisch), bei der ein fremder Kapitalgeber das Kapital bereitstellt und der Unternehmer die Arbeitsleistung erbringt. Im christlich geprägten Europa galt die Kommenda (lateinisch commendare ‚anvertrauen‘) als ihr mittelalterliches Pendant. Die italienischen Kommenda tauchte erstmals im Mai 1072 in Venedig auf. Zwar durfte der Kapitalgeber nicht gleichzeitig Gesellschafter sein, doch galt sein Fremdkapital trotzdem als am Gewinn oder Verlust teilnehmende Kapitalbeteiligung. Im 1299 beginnenden Osmanischen Reich gab es trotz islamischen Zinsverbots ein zinsorientiertes Bankensystem, um die hohen Staatsausgaben finanzieren zu können. Während des Mittelalters herrschte zeitgleich auch im Christentum weitgehend das Zinsverbot (nur nicht für Juden), Juden unter sich mussten das Zinsverbot (hebräisch neshek, „Abbiss“) jedoch beachten. Während sich das christliche Zinsverbot allmählich lockerte und innerhalb der katholischen Kirche von Papst Pius VIII. in einem Schreiben vom 18. August 1830 an den Bischof von Rennes formal aufgehoben wurde, trat im Islam eine Gegenbewegung ein.
Die erste pakistanische Verfassung vom März 1956 legte die Grundlagen für ein islamisches Finanzwesen, deren Umsetzung jedoch bis 1983 andauerte. Eine Konferenz der islamischen Außenminister im Februar 1972 in Kairo bereitete alternative Vorschläge zur Behandlung von Finanzangelegenheiten vor. Pakistan begann 1977 mit ersten Vorstößen zur Islamisierung seiner Bankenwelt. Im Jahre 1979 verankerte der Iran das Zinsverbot in seiner Verfassung, deren gesetzliche Umsetzung erst 1983 erfolgte. Er verstaatlichte im Juni 1979 sein Bankensystem, seit März 1985 basieren hier alle Bankgeschäfte auf islamischem Recht. Im September 1983 setzte der Sudan die Shari’a-Gesetze in Kraft, so dass alle Banken vom Zinsverbot erfasst wurden.
Als erste Bank, die das islamische Zinsverbot bei allen Bankgeschäften berücksichtigte, gilt die 1971 gegründete und im Staatsvermögen befindliche Nasser Social Bank in Kairo, es folgte die Islamische Entwicklungsbank (Islamic Development Bank; Oktober 1975), die Dubai Islamic Bank (1975), die Faisal Islamic Bank of Egypt (1977), das Kuwait Finance House (1977) oder die Bahrain Islamic Bank (1979). Mit dem Islamic Banking System International Holdings entstand 1978 in Luxemburg die erste europäische islamische Bank. In der Schweiz öffnete die Dar al-Mal al-Islami 1981 ihre Pforten. Der Zusatz „Islamic Bank“ weist seitdem darauf hin, dass eine Bank Schari'a-konforme Bankgeschäfte betreibt und von einem Schari'a-Board überwacht wird. In Kuwait bestimmt Artikel 547 des 1980 in Kraft getretenen Civil Code, dass Darlehen zinslos sein müssen. Im Jahre 1992 sah das pakistanische Bundes-Schariagericht in allen Formen des Zinsennehmens einen Verstoß gegen die Scharia. Im August 2004 entstand mit der Islamic Bank Of Britain die erste Retail-Bank Großbritanniens. In Deutschland ist seit März 2015 die KT Bank AG die erste und bislang einzige Bank nach deutschem Recht, die nach islamischen Regeln Finanzprodukte und -dienstleistungen anbietet.

## Arten von Finanzkontrakten
Bei der Finanzierung von Investitionen, Konsumgütern, dem Import von Rohstoffen oder der Baufinanzierung aus nicht-islamischen Staaten kennt die Außenhandelsfinanzierung folgende islamische Finanzierungsinstrumente:
- Fremdfinanzierung
  - Murabaha (deutsch „Weiterverkauf mit Aufschlag“; von arabisch ربح ribh, „Kredit“): ist die häufigste und älteste Form der islamischen Fremdfinanzierung, bei der ein Kreditinstitut die zu finanzierende Handelsware (Commodities) erwirbt und sie dann mit einer Gewinnspanne (englisch Add-on, oder mark-up) an den islamischen Käufer weiterverkauft, der sie zu einem späteren Termin bezahlt. Der Add-on entspricht genau dem Kreditzins und der Tilgung. Etwa 75 % aller scharia-konformen Verträge basieren auf dieser Konstruktion.[13]
    - Tawarruq (deutsch „flüssig machen“) besteht aus zwei Kaufverträgen und ist unter islamischen Rechtsgelehrten umstritten. Im ersten Kaufvertrag erfolgt die sofortige Übergabe der Waren gegen Zahlungsziel, beim zweiten Kaufvertrag übergibt der Käufer aus dem ersten Kaufvertrag die Ware Zug um Zug gegen Zahlung, die er am Ende des Zahlungsziels an den Verkäufer aus dem ersten Kaufvertrag weiterleiten kann („umgekehrte Murabaha“). Sie kann der Umschuldung dienen.
    - Istisna (deutsch „lass jemanden bauen“) ist eine Objektfinanzierung oder Projektfinanzierung, bei der der zu finanzierende Gegenstand ein noch zu errichtendes Bauwerk darstellt. Sie ähnelt dem Werkvertrag, jedoch wird das Bauwerk erst nach vollständiger Fertigstellung zu einem vorher vereinbarten Festpreis bezahlt.

  - Qard al-Hassan (deutsch „das gute, weil zinslose Darlehen“; von arabisch قرض qard, „Kredit“[14]): ist im Einlagengeschäft der Banken ein zinsloses, einer Zweckbindung unterliegendes Bankguthaben oder im Kreditgeschäft ein zinsloser Kleinkredit.
  - Salam (deutsch „Lieferungsvertrag“): eine Art Warentermingeschäft, bei dem der Verkäufer Commodities zu einem späteren Termin verkauft, der Käufer jedoch bereits bei Geschäftsabschluss den Kaufpreis entrichten muss. Da der Verkäufer die Waren zum Zeitpunkt des Geschäftsabschlusses noch nicht besitzen muss, liegen die Voraussetzungen eines Leerverkaufs vor.
  - Ijarah (deutsch „Miete“) ist ein Leasingmodell, bei dem der Leasinggeber als Eigentümer dem Leasingnehmer die Nutzung des Leasingobjektes gegen Leasinggebühren überlässt. Eine Kaufoption zu Gunsten des Leasingnehmers ist nicht gestattet.[15]
- Eigenfinanzierung
  - Sukuk / صكوك / ṣukūk (von arabisch, „Zertifikat“): die islamische Anleihe gewährt dem Anleihegläubiger einen Eigentumsanteil am Vermögen des Anleiheschuldners und ist deshalb als forderungsbesichertes Wertpapier zu qualifizieren, das möglicherweise nicht als Shari’a-konform gilt. Es gibt keinen Anleihezins, sondern eine Einnahmebeteiligung an den finanzierten Vermögensteilen (etwa Miete). Mieterlöse können an Referenzzinssätze wie LIBOR gekoppelt werden.
  - Mudaraba (deutsch „Spekulation“) ist eine stille Beteiligung, bei der der Kapitalgeber dem Unternehmer eine Kapitalbeteiligung mit anteiliger Gewinn- und Verlustbeteiligung zur Verfügung stellt.
  - Musharaka (von arabisch شركة shirka, „gemeinsam“) ist eine Beteiligungsfinanzierung mit vollständiger Gewinn- und Verlustteilung.
- Kundenkredit
  - Arbun / عربون / ʿarbūn ist eine nicht rückzahlbare Anzahlung (englisch deposit) eines Käufers, die an den Verkäufer nach Abschluss des Kaufvertrags gezahlt wird. Sie dient als Sicherheit, dass der Kaufvertrag zum vorgegebenen Zeitpunkt pflichtgemäß erfüllt wird.
- Versicherung
  - Takaful (deutsch „gegenseitige Garantie“, „Gegenseitigkeit“, aus arabisch تعاون ta'awan, „Hilfe“ und arabisch كفالة kafala, „Garantie“): Konventionelle Versicherungsverträge verstoßen gleichzeitig gegen „Riba“ (verzinsliches Sicherungsvermögen), „Gharar“ (Spekulation über den Eintritt des Versicherungsfalles) und „Maysir“ (Wette mit dem Versicherer über den Schadenseintritt).[16] Deshalb vermeidet die Gegenseitigkeit diese Verstöße, indem sie anstelle der Versicherungsprämie eine zweckgebundene Spende (arabisch تبرع tabarruʿ) des Versicherungsnehmers in ein Kollektivvermögen vorschreibt, aus dem im Versicherungsfall der Schaden beglichen wird.[17] Reicht das Kollektivvermögen für die Schadensregulierung nicht aus, ist der Versicherer zur Zahlung nicht rückzahlbarer Kredite (arabisch) verpflichtet, die damit einem Verlustvortrag gleichen.

Diese Finanzierungsinstrumente besitzen zahlreiche Unterarten. Ein wesentlicher Teil dieser Finanzkontrakte wird im islamischen Bankwesen angewandt. Die Standardisierung dieser Verträge, die Prüfung ihrer Konformität zur Shari’a und die Rechnungslegung überwacht die im Februar 1990 in Bahrein gegründete Accounting and Auditing Organisation for Islamic Institutions (AAOIFI). Im Jahre 2016 veröffentlichte die AAOIFI 48 Shari’a-Standards, 26 Rechnungslegungsstandards und 5 Wirtschaftsprüfungsstandards.
Zahlungsverkehr
Sehr verbreitet im islamischen Zahlungsverkehr ist das Hawala-Zahlungssystem. Es wird insbesondere in islamischen Ländern genutzt und ist vor allem in den Maghrebstaaten, im Nahen Osten und Südasien etabliert. Hawala ist aber auch verbreitet in Staaten mit islamischem Bevölkerungsanteil. Dann verwenden vor allem muslimische Migranten Hawala für Rücküberweisungen an ihre Familien in den Heimatländern.
Das Hawala-Zahlungssystem gehört nicht zum islamischen Bankwesen, sondern zum islamischen Finanzwesen. Das liegt daran, dass einerseits keine Kreditinstitute involviert sind und andererseits keine bankmäßigen Zahlungsverfahren genutzt werden.
Hauptproblem ist, dass die über Hawala abgewickelten Zahlungsströme weder durch Aufsichtsbehörden kontrolliert noch reguliert werden können. Jede Bargeldzahlung außerhalb des Bankensystems läuft ohne Aufzeichnungspflicht ab, so dass auch Hawala-Zahlungen nicht durch Buchungen festgehalten werden. Dies begünstigt Straftaten wie Bestechung, Geldwäsche, Schwarzarbeit, Schwarzgeld, Terrorismusfinanzierung oder Steuerhinterziehung. Zudem erscheinen Hawala-Zahlungen nicht als Auslandsüberweisung in Statistiken. Das Hawala-System gehört damit zur Schattenwirtschaft. Die Hawaladare erscheinen nicht als solche, sondern betreiben das Zahlungsgeschäft als Nebentätigkeit zum Einzelhändler oder innerhalb einer religiösen Einrichtung.

## Dokumentation
Aus Sicht der internationalen Großbanken handelt es sich bei den Fremdfinanzierungen um Kreditgeschäfte. Die nicht-islamischen Kreditinstitute stufen diese Fremdfinanzierungen als Kredite ein, die islamischen Geschäftspartner als Kreditnehmer und die Transaktion als Kreditgeschäft mit Kreditrisiko. Die islamischen Geschäftspartner werden mit einem Rating versehen. Den Kreditverträgen werden die Standardverträge der Loan Market Association unter Beteiligung internationaler Anwaltskanzleien zugrunde gelegt. Die Konformität mit dem islamischen Recht wird einerseits durch die AAOFI und andererseits durch islamische Rechtsgutachten (fatwa) von Rechtsgelehrten (arabisch علماء ʿUlamā') sichergestellt. Die nach IFRS bilanzierenden internationalen Großbanken dürfen diese Geschäfte nach dem Bilanzierungsgrundsatz vom Vorrang des Inhaltes über die Form (englisch substance over form, wirtschaftliche Betrachtungsweise; etwa IFRS 9, IFRS 10) wie verzinsliche Kredite verbuchen.